# کالیشانه (استان اشوی‌داشکسیه)
کالیشانه (به لهستانی: Kaliszany) یک منطقهٔ مسکونی در لهستان است که در گمینا وویچیخوویتسه واقع شده‌است. کالیشانه ۲۱۲ نفر جمعیت دارد.